# Dragoljub Živojinović
Dragoljub Živojinović (v srbské cyrilici Драгољуб Живојиновић; 17. dubna 1934, Vranje, Království Jugoslávie ₋ 4. února 2016, Bělehrad, Srbsko) byl srbský historik, doktor historických věd, univerzitní profesor a člen SANU.

## Život
Živojinović vystudoval filozofickou fakultu v Bělehradě v roce 1959; poté studoval na University of Pennsylvania a Harvardově univerzitě. Pracoval jako profesor na Bělehradské univerzitě. Získal celou řadu srbských, jugoslávských i zahraničních ocenění. Byl členem Organizace amerických historiků a Evropského sdružení pro americká studia. Redigoval časopis "Hrišćanska misao".